# Romeo musi umrzeć
Romeo musi umrzeć (tytuł oryg. Romeo Must Die) – amerykański film akcji z 2000 roku wyreżyserowany przez Andrzeja Bartkowiaka, luźno nawiązujący do dramatu Romeo i Julia. W rolach głównych obsadzono w nim aktora filmów sensacyjnych i mistrza sztuk walki Jeta Li oraz gwiazdy muzyki R&B, Aaliyah i DMX-a.

## Fabuła
Han Sing (Jet Li) został skazany za ojca i brata na odsiadkę w więzieniu w Hongkongu, podczas gdy jego rodzina uciekła do Stanów Zjednoczonych. Gdy Sing dowiaduje się, że jego brat został zamordowany przez członków rywalizującego gangu, ucieka z więzienia i wyrusza do San Francisco w poszukiwaniu zemsty. Wtedy poznaje i zakochuje się w Trish (Aaliyah), córce bossa nieprzyjacielskiego gangu.

## Obsada
- Aaliyah − Trish O’Day
- Jet Li − Han Sing
- DMX − Silk
- Isaiah Washington − Mac
- Russell Wong − Kai
- Delroy Lindo − Isaak O’Day
- D.B. Woodside − Colin
- Henry O − Ch'u Sing
- Edoardo Ballerini − Wincent Roth
- Jonkit Lee − Po Sing
- Anthony Anderson − Maurice
- Kandyse McClure − Candice McClure
- Benz Antoine − Crabman
- David Kopp − dostawca w Calvin’s Cuts
- Fatima Robinson − Crystal
- Terry Chen − Kung